# 대하소설
대하소설(프랑스어: roman-fleuve 로망플뢰브[*])은 공통의 주제, 등장인물, 배경을 가진 일련의 소설 플롯들이 연속되어 구성되는 매우 긴 장편소설이다. 사실 대하소설과 단순 다편(multi-part) 장편소설을 구분할 수 있는 엄밀한 정의는 없다.
대하소설은 19세기에 처음 탄생했는데, 미국의 제임스 페니모어 쿠퍼, 영국의 앤서니 트롤러프, 프랑스의 오노레 드 발자크가 그 선구자들로 여겨진다. 